# Portico di Livia

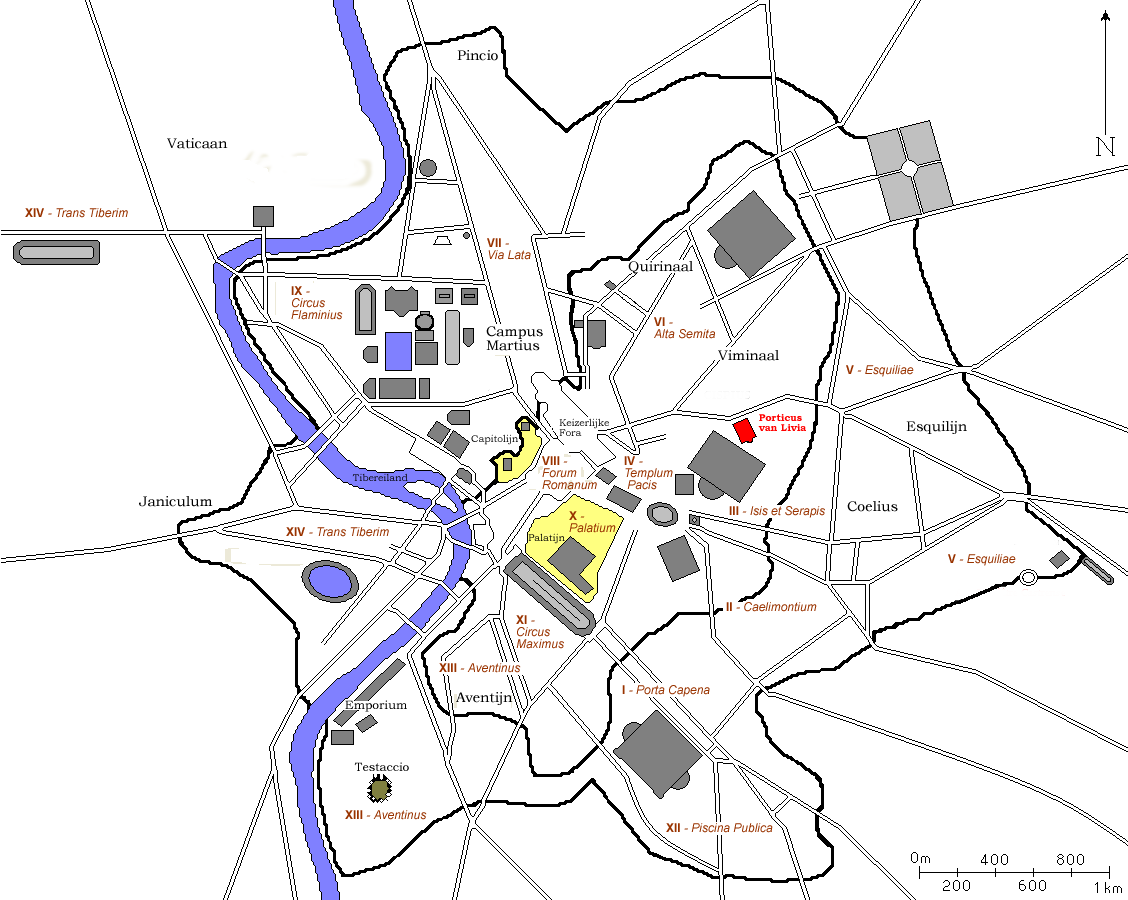
Posizione del portico di Livia.

Il portico di Livia (latino: porticus Liviae) era un portico dell'antica Roma, edificato da Augusto in onore della moglie Livia Drusilla.

## Storia
Nel 15 a.C. Augusto diede inizio alla costruzione del portico sulla casa di Publio Vedio Pollione, un ricco liberto suo consigliere di cui aveva ereditato i beni. I lavori terminarono nel 7 a.C., quando il complesso fu dedicato da Livia e dal figlio Tiberio in occasione del trionfo di questi. Il portico era situato sul versante settentrionale del colle Oppio, a sud del clivus Suburanus, nella zona compresa tra questa strada e le posteriori terme di Traiano.
Il portico era rettangolare, lungo 115 m e largo 75 m, con un muro esterno e una doppia fila di colonne all'interno. Ciascuno dei lati lunghi aveva tre nicchie, una quadrata le altre due semicircolari; un'abside semicircolare si apriva sul lato meridionale, mentre l'ingresso era sul lato settentrionale, dove una scalinata larga 20 m portava al clivo Suburano. Al centro era eretta una struttura, identificabile con una fontana o, forse, con l'altare della Concordia eretto da Livia.
Il portico era magnifico e popolare, il più importante della città dopo quelli del Campo Marzio. Era ancora menzionato nella Notitia (Regio III).
Nel 1984 degli scavi hanno riportato alla luce resti del piano di calpestio pre- e post-intervento augusteo: il portico era ancora in uso nel V secolo, mentre nel VI secolo era usato per le sepolture.